# Paranandra andamanensis
Paranandra andamanensis là một loài bọ cánh cứng trong họ Cerambycidae.